# Mapleton Falls
Mapleton Falls – wodospad położony w Australii (Queensland), w parku narodowym Mapleton Falls, na rzece Pencil Creek, wysokości 120 metrów.